# Ville di Corsano
Ville di Corsano (già Corsano) è una frazione del comune italiano di Monteroni d'Arbia, nella provincia di Siena, in Toscana.

## Storia
Il borgo di Corsano è ricordato sin dal X secolo, in quanto si legge, in un privilegio dell'imperatore Berengario II del 2 giugno 953, della petizione del marchese Oberto Salico affinché venissero concessi al conte Ildebrando d'lgelfredo alcuni beni situati a Corsano di proprietà dell'eremo di Santa Maria del Montemaggio (Monteriggioni).
La pieve di Corsano, documentata dal 1031, fu una importante pievania della val d'Arbia, ed è ricordata da Emanuele Repetti a capo di un vicariato che estendeva la propria giurisdizione sotto le parrocchie di Mugnano, San Salvatore a Pilli, Bagnaia, Frontignano, Campriano, Radi, Filetta, Stine e Grotti.
La frazione iniziò a svilupparsi nel corso del XIX secolo ai piedi della collina di Corsano, nei territori della storica tenuta che fu proprietà dei Bonsignori di Siena. Corsano contava 472 abitanti nel 1833. Il toponimo Ville è stato aggiunto in quanto la frazione si estende su un territorio che comprende numerose tenute con storiche ville padronali e antichi villaggi castellani.

## Monumenti e luoghi d'interesse

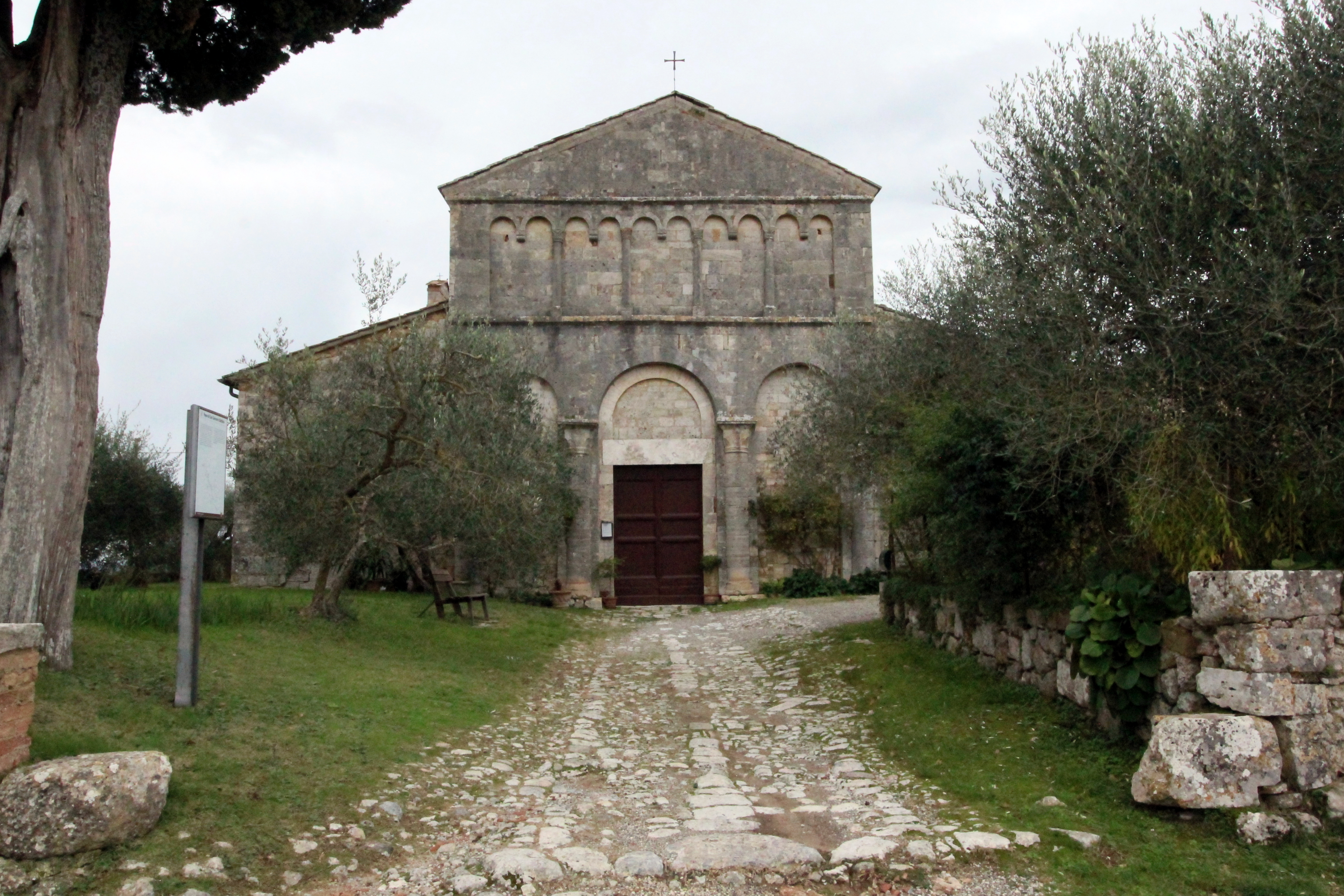
La pieve di San Giovanni Battista a Corsano

### Architetture religiose
- Pieve di San Giovanni Battista (Monteroni d'Arbia, Ville di Corsano)
- Chiesa di San Giacomo Apostolo, in località Mugnano
- Chiesa di San Bartolomeo alle Stine
- Cappella di Santa Lucia al Colle
- Cappella della Villa di Corsano
- Cappella di Santa Margherita alla Selva

### Architetture civili
- Villa di Corsano
- Villa di Monterosi
- Villa Il Colle
- Casa Franchi, in località Grotti

### Architetture militari
- Castello di Grotti
- Castello di Sant'Ansano
- Castello della Selva
- Castello delle Stine
- Torre delle Ville di Corsano

## Geografia antropica
La frazione si estende su un territorio prevalentemente rurale e agricolo di circa 500 abitanti, e ha il suo centro nell'abitato di Ville di Corsano (279 m s.l.m., 408 abitanti), paese dal quale dipendono numerose località e nuclei agricoli di notevole importanza storica, già borghi con nucleo castellano: Grotti, Grotti Alto, Il Colle, Mugnano, Le Stine, La Selva e Sant'Ansano.